# Notruf Hafenkante

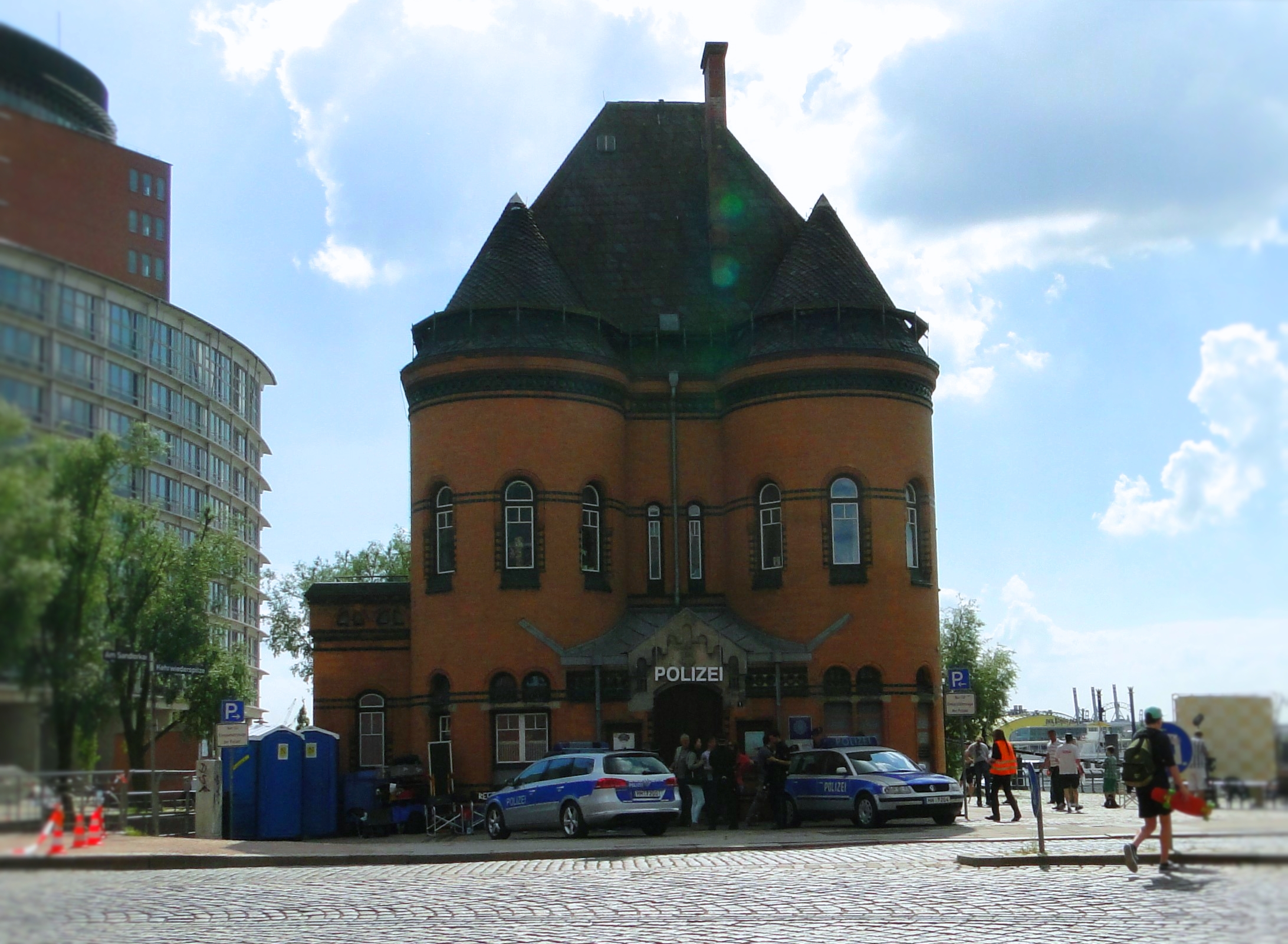
Dreharbeiten 2014

Notruf Hafenkante ist eine deutsche Fernsehserie des ZDF. Die Polizeiserie spielt in Hamburg und erzählt vom Alltag der Polizeibeamten des PK 21 und den Ärzten des fiktiven Elbkrankenhauses. Dabei werden die Handlungen so gestaltet, dass beide Bereiche zusammen an der Aufklärung eines Falles arbeiten. Die Fernsehserie wird von Letterbox Filmproduktion, einer Tochtergesellschaft von Studio Hamburg Produktion, produziert.

## Handlung

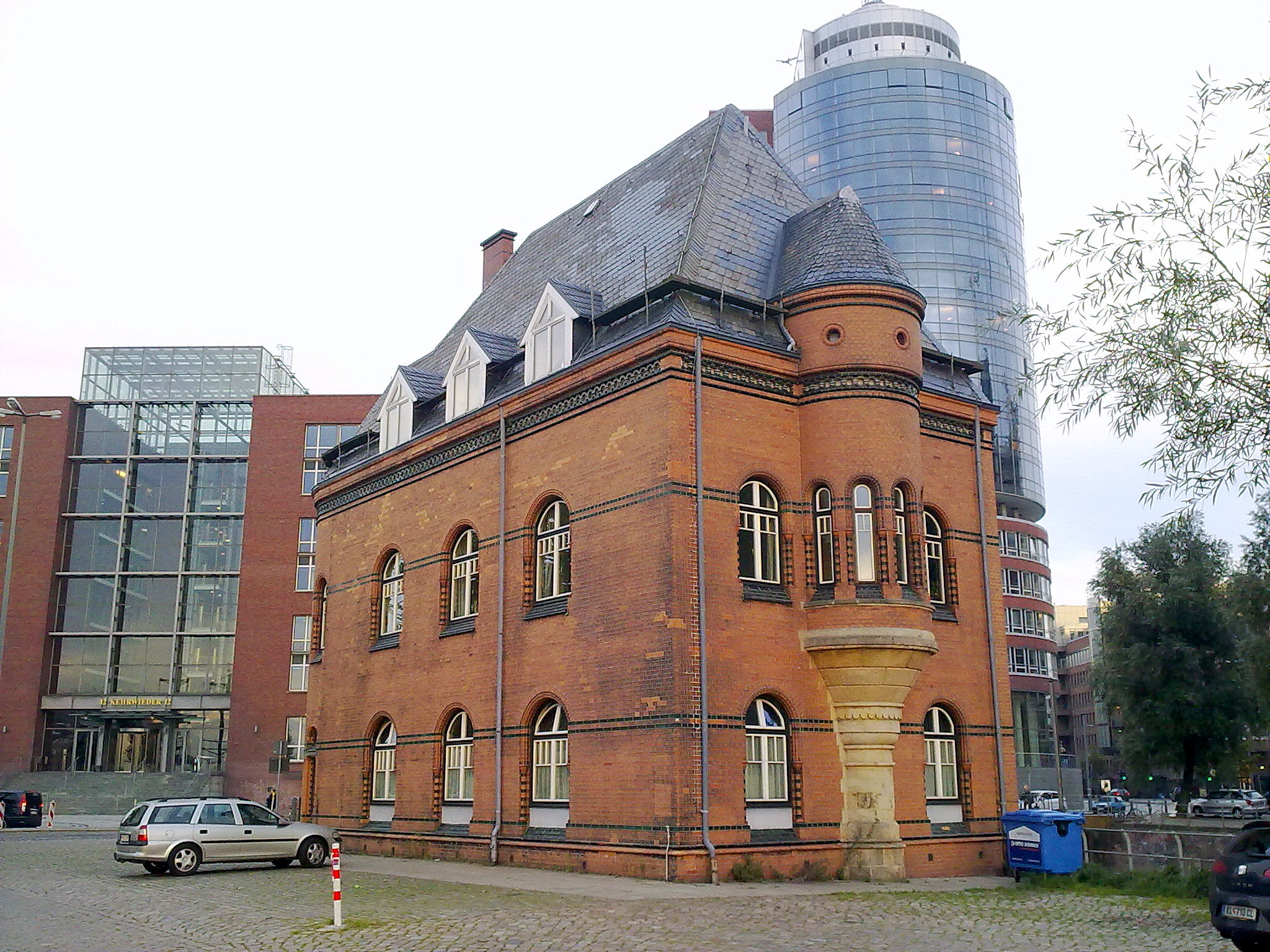
Hafenpolizeiwache № 2, in der Serie das PK 21

Notruf Hafenkante spielt im fiktiven Hamburger Polizeikommissariat 21 (PK 21). Während früher in einer Folge mehrere Fälle/Geschehnisse geschildert wurden, wird seit mehreren Staffeln nur ein Fall pro Folge bearbeitet, an dem beide Teams ermitteln. Dabei arbeiten die Polizisten eng mit den Ärzten des Elbkrankenhauses (EKH) zusammen, da sich ihre Fälle immer wieder dort verknüpfen. Dienststellenleiter Polizeioberrat Wolf Haller und sein Team leisten die polizeiliche Ermittlungsarbeit; Dr. Jasmin Jonas, die Nichte des ehemaligen Revierleiters Polizeioberrat Martin Berger, und ihre Kollegen leisten medizinische Hilfe.

## Hintergrund
Vorbild der Serie ist die berühmte Hamburger Davidwache, die in enger Zusammenarbeit mit dem ehemaligen Hafenkrankenhaus in Hamburg stand.
Nachdem die erste Staffel im Januar 2007 gestartet war, wurde im März bekannt gegeben, dass es eine weitere, zweite Staffel geben wird. Die Dreharbeiten für diese neuen 25 Folgen begannen am 12. März 2007.
Am 4. November 2010 startete die fünfte Staffel. Zum Auftakt gab es in der 98. Episode ein Crossover mit der Serie Der Landarzt. Dr. Jan Bergmann (Wayne Carpendale) und seine Lebensgefährtin Maren Jantzen (Caroline Scholze) reisen nach Hamburg, weil Jan der Trauzeuge seines Freundes Arne (Kai Lentrodt) ist. Am 18. Januar 2013 traten im Gegenzug Sanna Englund und Matthias Schloo in ihren Rollen aus Notruf Hafenkante in der Landarzt-Episode 283 auf. Die beiden Polizisten verfolgen nach einem Banküberfall die Täter bis nach Deekelsen. In der ersten Folge der achten Staffel gab es ein Crossover mit der Serie Das Traumschiff. Damit teilen sich die Serien Notruf Hafenkante, Der Landarzt, Das Traumschiff sowie der Traumschiff-Ableger Kreuzfahrt ins Glück ein gemeinsames Serienuniversum.
In der Mitte der fünften Staffel gab es mehrere Neuzugänge im Team, die aus Janette Rauch als Polizeihauptmeisterin Claudia Fischer und Serhat Çokgezen als Polizeimeister Tarik Coban bestanden. Für Henning Storm kam Polizeihauptkommissar Hans Moor (Bruno F. Apitz) ins Team.
Seit Januar 2013 werden neue Folgen der Serie als Hörfilm ausgestrahlt. Vom 24. Januar bis 28. Februar 2013 wurde die Serie unterbrochen, weil das ZDF ein neues Format testen wollte. Die Serie Heldt nahm den Sendeplatz für sechs Wochen ein. Das war die erste Unterbrechung, die es seit dem Start im Jahr 2007 gab.
Zur 13. Staffel verließen Janette Rauch und Serhat Çokgezen die Serie. Sie wurden durch die Polizeikommissarin Pinar Aslan (Aybi Era) und Kris Freiberg (Marc Barthel) ersetzt, die ihr Notruf Hafenkante-Debüt in der Auftaktepisode zur 14. Staffel „Erster Einsatz“ hatten.

## Drehort
Die Außendrehorte für die Hauptsets liegen auf oder in Sichtweite der Spitze der Kehrwieder-Insel. Als „PK 21“ – dessen Reviergebiet tatsächlich westlich des Gebietes Davidwache anschließt und in Hamburg-Altona liegt – wird in der Serie das 1899 errichtete Gebäude der Hafenpolizeiwache № 2 genutzt (heute: Wasserschutzpolizei-Referat WSP 62, grenzpolizeiliche Aufgaben; zuvor: Wasserschutzpolizeifachdienststelle WSPF 22, Hafensicherheit und gefährliche Güter). Die Innenaufnahmen hierfür wurden in einem Haus des Klinikums Ochsenzoll in Hamburg-Langenhorn gedreht, dann in einer umgebauten Lagerhalle im Gewerbegebiet Lademannbogen im benachbarten Hamburg-Hummelsbüttel.
Das „EKH“ (gegenüber auf der Uferseite) ist in Wirklichkeit das Slomanhaus (bis 2005 Sitz des Oberhafenamts). Das Slomanhaus wird ausschließlich von außen gefilmt. Der Schriftzug + EKH + wird mit einer Buchstaben-Animation auf dem Dach dargestellt.
Seit Januar 2016 entstehen sämtliche Innenaufnahmen in den Hallen A2 und A6 auf dem Gelände von Studio Hamburg.

## Figuren

### Peter 21/1 bzw. Peter 21/10
Melanie Hansen
Melanie Hansen (Sanna Englund) ist seit der ersten Episode Zeugnistag dabei, wobei sie damals schon länger mit Nils Meermann Streife fährt. Die anfangs noch Polizeioberkommissarin ist eine erfahrene Polizistin, die ihren Job perfekt beherrscht. Während sie mit Nils zusammen ein sehr gutes Team bildet, muss sie sich mit dessen Nachfolgern Kai und Mattes zunächst nach und nach einarbeiten. Des Weiteren wird sie in der vierten Staffel dazu überredet, Hamburgs neue Vorzeigepolizistin zu werden und sich für die Polizei-Mitglieder-Werbung fotografieren zu lassen. Etwa zeitgleich lernt sie Christoph Holsten kennen, der sogar mit ihr eine Beziehung aufbaut. Jedoch nutzt er Melanie nur aus, um sie anschließend mit einem Foto über einen Einbruch in eine Kirche böse zu erpressen. Danach beendet sie diese Beziehung und ist froh ihren Job behalten zu können. Melanie hat einen jüngeren Bruder namens Lars, der Kunst auf Lehramt studiert. Im weiteren Verlauf wird Melanie Polizeihauptkommissarin und schließlich auch Dienstgruppenleiterin. Im Verlauf der 7. Staffel lernt sie Helen kennen, die als Ärztin im EKH arbeitet. Die beiden beginnen für kurze Zeit eine Beziehung. Melanie wird das jedoch zu viel, sie beendet daraufhin das Verhältnis. In Staffel 17 geht sie vorübergehend eine Beziehung mit ihrem Kollegen Mattes Seeler ein und wird in Staffel 19 zur Ersten Polizeihauptkommissarin befördert. 
Nils Meermann
Polizeihauptkommissar Nils Meermann (Thomas Scharff) ist Melanies erster Streifenpartner und der Dienstgruppenleiter. Darüber hinaus ist er mit der Stationsärztin Dr. Anna Jacobi liiert. Von seinen Kollegen und auch Annas Sohn Ole wird Nils sehr gut akzeptiert. Er ist sehr selbstbewusst, jedoch muss er einen schrecklichen Schicksalstag erleiden, als seine Anna einen Tag vor ihrer geplanten Hochzeit von einem Auto überfahren wird und anschließend im Krankenhaus stirbt. Nils bleibt bis zum Ende der zweiten Staffel in der Serie zu sehen und ist der erste, der das Team des PK21 verlässt. Er deutet nicht an zu gehen, ist jedoch ab der ersten Folge der 3. Staffel nicht mehr dabei. Martin Berger erzählt, dass er nun im Rheinland ist.
Kai Norden
Nachdem Martin Berger in der ersten Folge der dritten Staffel Der Neue verkündet hat, dass Nils nun im Rheinland ist, wird auf den neuen Kollegen für Melanie gewartet. Jedoch kommt Kai Norden (Markus Knüfken) nicht direkt im PK21 an, da er in einen Banküberfall verwickelt wird, zu dem Melanie dann durch Zufall auch gelangt. Gemeinsam können sie den Fall dann aber lösen. Kai ist öfter für Überraschungen gut, weshalb Melanie mit ihm zunächst nicht ganz zurechtkommt. Die beiden werden dann aber trotzdem ein Team. Des Weiteren muss sich Kai neben dem Job auch um seine Mutter kümmern, die alleine zu Hause nicht mehr zurechtkommt und dann im Heim untergebracht wird. Um die Kosten zu tragen, muss Kai sein Elternhaus verkaufen, was ihm nicht leicht fällt, da es seiner Mutter missfallen könnte. Als Kai später in der Folge Kais Entscheidung im Heim bei seiner Mutter Geld von seinem Vater findet, sowie die Planungen für eine große Weltreise, die seine Mutter vor Jahren schon antreten wollte, es aber aufgrund ihres Alters nicht mehr alleine kann, quittiert der Polizeioberkommissar den Dienst, um seine Mutter auf Weltreise zu begleiten.
Mattes Seeler
Nachdem Kai Norden mit seiner Mutter die Weltreise antrat, kommt das Greenhorn Mattes Seeler (Matthias Schloo) als dessen Nachfolger ins Team. Er ist zunächst Kommissarsanwärter und macht ein Praktikum und steht gleichzeitig vor der theoretischen Prüfung zum Polizeikommissar. Weil er unter Prüfungsangst leidet, weswegen er auch zuvor sein Jura-Studium abbrach, fällt er bei der ersten Prüfung durch und muss deswegen die Nachprüfung schaffen. Zum Üben verwendet er dann die Originalprüfungsfragen, die er auf dem Schreibtisch seines Chefs Martin Berger findet und abfotografiert. Trotz dieses Betrugs, den er Martin Berger gegenüber zugibt, wird er von Martin Berger weiter im PK21 im Dienst beibehalten, da Martin überzeugt ist, dass Mattes ein guter Polizist ist. Mattes ist ein junges pfiffiges Kerlchen und er hat ein sehr gutes Allgemeinwissen, was er oft nützlicherweise zu Tage bringt. Seine Mutter ist Biologin.
Im weiteren Verlauf der Serie wird er zum Polizeioberkommissar ernannt, weiterhin verliebt er sich in die Elbkrankenhaus-Ärztin Dr. Eva Grünberg. Im Verlauf der 17. Staffel wird er zum Polizeihauptkommissar ernannt. In Staffel 17 geht er eine Beziehung mit seiner Kollegin Melanie Hansen ein. Am Ende der Folge 431 (Staffel 17) erleidet er einen Autounfall und liegt seitdem im Koma. in der ersten Folge von Staffel 18 liegt er noch im Krankenhaus, ab Folge 4 ist er wieder im Dienst.

### Peter 21/2
Franziska Jung
Franziska „Franzi“ Jung (Rhea Harder-Vennewald) hat in der ersten Notruf-Hafenkante-Folge Zeugnistag ihren Einstand und wird dort mit dem alten erfahrenen Boje Thomforde zu einem Team zusammengestellt. Sie hatte gerade ihre Ausbildung zur Polizeimeisterin beendet und ist anfangs noch etwas unsicher, findet sich jedoch gut in den Dienst ein. Als sie nach einem Schusswechsel vom Psychologen Phillip Rost betreut wird, verliebt sie sich in ihn und bekommt mit ihm sogar Kinder: Emma, Felix und Johanna. Während sie mit Emma schwanger ist, wird sie zur Polizeiobermeisterin befördert. Zwischenzeitlich pausiert sie in Form von Mutterschaftsurlaub. Außerdem trennt sie sich Jahre später von ihrem Mann Phillip und zieht ihre Kinder alleine groß. Franzis Vater Karl-Heinz Rufenberg ist ein Weltenbummler, der zwischenzeitlich in Südamerika war. Er will seiner Tochter zunächst finanziell beim Hausbau helfen, doch aufgrund von schlechter Liquidität wird er obdachlos. Am Ende der vierzehnten Staffel wird sie zur Polizeihauptmeisterin ernannt. Nachdem sie in Staffel 16 ihr Abitur bestanden hat, wird sie in der letzten Folge der sechzehnten Staffel zur Polizeikommissarin ernannt.
Bernd Thomforde
Bernd „Boje“ Thomforde (Frank Vockroth) ist Polizeioberkommissar und Franzis erster Streifenpartner. Er ist ein ruhiger, aber auch korpulenter und erfahrener Polizist. Neben seiner „Schülerin“ Franzi muss er sich auch um seinen Vater Hubert kümmern, der regelmäßig auf der Straße landet. Darüber hinaus lernt er die Kneipenbesitzerin Elke Kuhnert kennen und die beiden werden ein Paar. Als Elke sich ein Kind von Boje wünscht, aber nicht schwanger wird, geht sie zum Frauenarzt und erfährt, dass sie keine Kinder bekommen kann. Dadurch bleibt Bojes und Elkes Kinderwunsch zunächst unerfüllt, jedoch muss Boje in seinem letzten Fall Das Versprechen seine frühere Liebe Antje und deren kleine Tochter Leonie vor der Russen-Mafia beschützen. Leonie hat die Flucht russischer Mafiakiller beobachtet. Nachdem Antje jedoch von der Russen-Mafia umgebracht wird, müssen Boje und Franzi die kleine Leonie in Sicherheit bringen. Schließlich gehen Boje, Elke und Leonie ins Zeugenschutzprogramm, wobei am Ende offen gelassen wird, ob Boje und Elke Leonie adoptieren.
Henning Storm
Nachdem Boje sich ins Zeugenschutzprogramm verabschiedete, begab sich Martin Berger auf die Suche nach Polizeihauptkommissar Henning Storm (Uwe Fellensiek), der sich derzeit außer Dienst überwiegend im Box-Studio Knock-Out aufhält. Doch bevor er Henning erreichen kann, bricht dort jemand im Ring zusammen und Henning flieht vor Martin, sogar hinterher mit dessen Streifenwagen. Als Henning später in der Wohnung des Täters auftaucht, schafft er es diesen zu überreden, sich zu stellen. Danach bietet Martin Henning die freie Stelle an, die dieser auch annimmt. Henning Storm ist kräftig gebaut und neben Polizist auch leidenschaftlicher Boxer. Das Boxstudio Knock-Out ist seine zweite Heimat und der Leiter und Chef-Trainer des Boxstudios Chris, genannt der Colonel ist wie ein Bruder für Henning. Zwischenzeitlich erleidet Henning schlimme Rückenprobleme und muss an einer Reha teilnehmen. Zudem wird er von dem Münchener Polizeihauptkommissar Peter Leitl, der über ein Austauschprogramm eingesetzt wurde, vertreten. Während seiner Dienstzeit feiert er seinen 50. Geburtstag gleichzeitig mit Mattes’ Kommissars-Urkunde. Als Franzi in den Mutterschutz geht, arbeitet Henning mit Polizeimeisterin Jule Schmitt zusammen, die er vom Boxen her kennt und einst von der Straße holte. Die Tatsache, dass Jule ohne Henning vielleicht gar nicht hätte Polizistin werden können, verbindet die beiden. Ihr letzter gemeinsamer Fall Freiwild führt die beiden in das Heim, wo Jule als Jugendliche war und vergewaltigt wurde. Wie damals war auch beim aktuellen Fall Jules ehemaliger Peiniger der Täter. Als dieser bei seiner Verhaftung Jule als „Bullenschlampe“ beschimpft, schlägt Henning ihm ins Gesicht. Da der Peininger zum Zeitpunkt von Hennings Angriff Handschellen trug und Henning zuvor auch noch einen Verdächtigen zwang, die Hose auszuziehen, wird er nach Beendigung des Falls strafversetzt.
Peter Leitl
Der Münchener Polizeihauptkommissar Peter Leitl (Christian Tramitz) vertritt Henning Storm in einigen Folgen. Er wird über ein Hanseatisch-Bayerisches-Austauschprogramm eingesetzt und trägt die damals noch in Bayern üblichen grünen Polizeiuniformen. Ins Team findet er sich gut ein, mag aber keine Hamburger „Fisch-Rundstücke“ weder mit kaltem rohen Fisch, noch mit kaltem panierten Fisch. Am Tag seines Ausstandes serviert ihm aber die Fischverkäuferin eine typische bayerische Leberkässemmel, die er typisch bayrisch mit süßem Senf genießt. Er reitet in seiner Freizeit und besitzt einen Hannoveraner. Von Melanie und Mattes bekommt er zu Ausstand einen Ausritt mit Franzi am Elbstrand Neumühlen geschenkt.
Hans Moor
Hans Moor (Bruno F. Apitz) wird vom LKA aufs PK21 versetzt und tritt die Nachfolge des strafversetzten Henning Storm an. Er ist zunächst sehr geheimnisvoll, da er gut durchdachte Ermittlungen des LKAs vermasselte. Hans hat eine uneheliche Tochter namens Nelly und ist Polizeihauptkommissar.
Während der 15. Staffel trifft er seine große Liebe Ines Hauber (Gesine Cukrowski) wieder, die allerdings im Zeugenschutzprogramm lebt und von der Mafia verfolgt wird. Sie finden zueinander und Hans wird vor eine schwere Entscheidung gesetzt, als Ines Hamburg für immer verlassen muss. Dann muss er zusammen mit Franzi einen Fall lösen, bei dem ein ehemaliger Polizist eine Straftat vortäuscht, weil er sich als Pensionär langweilt und zu sehr seinen Job vermisst. Weil Hans begreift, dass er vielleicht in Pension ähnlich versauern könnte und verlernen könnte, was leben heißt, und er sich gleichzeitig nicht mehr von Ines trennen, sondern sein Leben mit ihr verbringen will, quittiert er den Dienst und geht mit Ines ins Zeugenschutzprogramm. Beide wandern mit einem Frachter, der in Rotterdam startet aus.
Alexa Seiffart
Alexandra „Alexa“ Seiffart (Minh-Khai Phan-Thi) vertritt zweimal Franzi Jung, als diese in Mutterschutz geht. Sie wurde als Kleinkind aus einem Waisenhaus in Vietnam adoptiert. Des Weiteren leidet sie an Alexithymie, einer psychosomatischen Störung, die es ihr nicht ermöglicht, Worte für Gefühle auszudrücken.
Maje Törf
Maje Törf (Lea Zoë Voss) springt nach Hans’ Dienstquittierung im PK 21 ein. Sie ist Polizeistudentin und die Tochter des Innensenators von Hamburg.
Nick Brandt
In der ersten Folge der 16. Staffel, Kleine Hafenrundfahrt, kommt Nick Brandt (Raúl Richter) als Nachfolger für Hans Moor. Er war vorher in Flensburg stationiert und stößt mit seiner Art so manches Mal bei seinen Kollegen an.

### Peter 21/3
Claudia Fischer
Kurz nachdem Hans Moor in der 5. Staffel zum Team dazu stieß, gab es Umstrukturierungsmaßnahmen bei der Hamburger Polizei und einige PKs wurden geschlossen und dafür wurden die Beamten auf andere PKs verteilt. So kam es, dass Polizeihauptmeisterin Claudia Fischer (Janette Rauch) in der 115. Folge Der große Bluff vom PK23 auf das PK21 wechselte und dort mit dem frisch von der Polizeischule kommenden Tarik Coban den Peter 21/3 besetzte. Claudia ist sehr erfahren und eine charakterstarke Polizistin. Sie ist außerdem der ruhigere Pol zu ihrem oft aufmüpfigen Kollegen Tarik Coban. Sie hat einen Sohn, der zwar wie seine Mutter gerne auch Polizist werden will, jedoch öfter an die falschen Leute gerät. In Folge 182 Der Maulwurf trifft sie nach längerer Zeit ihren früheren Streifenkollegen Gerald Renner (Michael Ehnert) wieder, der inzwischen beim LKA arbeitet und in dieser Folge verdeckt ermittelt, während Claudias Sohn gleichzeitig im PK 21 ein Praktikum absolviert. Leider muss Claudia in dieser Folge die Erfahrung machen, dass ihr Sohn sich als Maulwurf kaufen und Renner auffliegen ließ. Seit Folge 182 ist häufig Gerald Renner der Mitarbeiter vom LKA, der für das LKA mit dem PK21 gemeinsame Einsätze koordiniert. Nach 8 Jahren auf dem PK21 quittiert Claudia Fischer in der letzten Folge der 12. Staffel den Dienst und eröffnet mit ihrem Sohn eine Werkstatt für Kinder.
Tarik Coban
Tarik Coban (Serhat Çokgezen) beginnt seine Polizeikarriere auf dem PK21, nachdem er frisch von der Polizeischule kommt. Er entstammt einer türkischen Großfamilie und kann dementsprechend oft seine vielen Kontakte spielen lassen, aber auch auf Türkisch mit anderen kommunizieren. Darüber hinaus bringt er auch gerne einen Teil der türkischen Kultur in Form von türkischem Jogurt oder Türkischem Tee mit ins PK. Da Tarik ein feuriges Temperament hat, muss ihn seine Kollegin Claudia aber oft bremsen. In der letzten Folge der 12. Staffel geht er nach München.
Pinar Aslan
Nachdem in der 13. Staffel der Peter 21/3 völlig unbesetzt war, wird er in der ersten Folge der 14. Staffel Erster Einsatz neu besetzt. Zum einen kommt Polizeikommissarin Pinar Aslan (Aybi Era) aus Berlin neu hinzu. Sie wird zunächst mit Hans eingeteilt, damit dieser sie mit Hamburg vertraut machen kann. Pinar ist Mitte 20 und hat sich nach Hamburg versetzen lassen, da sie aus einer sehr kriminellen Familie, dem Aslan-Clan, stammt, der in Berlin starken Einfluss in der Organisierten Kriminalität hat. Dieser hat sie fest den Rücken gekehrt und wollte nicht so werden wie ihre kriminellen Verwandten, sondern gegen Unrecht kämpfen. Aufgrund ihres familiären Hintergrundes kennt sie in Sachen Recht und Ordnung keine Gnade. Das zeigt sich auch, als sie in ihrem zweiten Einsatz ihrem kriminellen Bruder gegenübersteht. Pinar beherrscht Yuishinkan-Karate und besonders dabei den Griff Nage-Waza. Als Hans behauptet, damit könne sie so einen Kerl wie ihn nicht übers Kreuz legen und sie ihn daraufhin fragt, ob er es ausprobieren möchte, muss sich Hans anschließend den Rücken von Jasmin untersuchen lassen. Neben ihrem Job als Polizistin unterrichtet sie junge Frauen in Selbstverteidigung. Pinar Aslan wechselt zum Ende der 16. Staffel zum LKA Wiesbaden.
Kris Freiberg
Kris Freiberg (Marc Barthel) kommt wie Tarik Coban frisch von der Polizeischule ins Team. Er ist zu diesem Zeitpunkt allerdings schon 30. In den ersten zwei Folgen der 14. Staffel fährt er noch mit Franzi Streife, aus demselben Grund, aus dem Pinar mit Hans Streife fährt: Der Hamburger Kollege/die Hamburger Kollegin soll den Neuzugang mit Hamburg vertraut machen. Dabei stammt Kris aus Hamburg-Wilhelmsburg und ging auf große Weltreise, um dem Kleinbürgertum zu entgehen. Als er durch die Reisen jedoch die Heimat wieder zu schätzen lernte, kehrte er nach Hamburg zurück und entschied sich dann auf den letzten Drücker noch, Polizist zu werden, da dieser Beruf ihm doch sehr abenteuerlich erschien. Am Ende der Staffel 16. wird Kris Freiberg zum Polizeiobermeister befördert. In der 19. Staffel wird er spielsüchtig und vom Dienst beurlaubt.
Marc Barthel hatte in der Folge 264 Todesraser bereits einen Gastauftritt in einer anderen Rolle.
Desirée Petersen
Desirée „Daisy“ Petersen (Aysha Joy Samuel) kam in der ersten Folge der 17. Staffel, Rivalen der Rennbahn, als Nachfolgerin für Pinar Aslan. Frisch von der Polizeischule musste sie sich erst als Polizeimeisterin beweisen und stieß mit ihrer direkten Art so manches Mal bei Revierleiter Wolf Haller an. In Folge 447 Weil du mir gehörst erlitt sie eine lebensbedrohliche Stichverletzung, als sie den Täter festnehmen wollte und dabei die Schere, die er in der Hand hielt, in den Bauch gerammt bekommt. Wenig später verstarb Daisy noch während der Not-OP im Elbkrankenhaus.
Isabell Nowak
Isabell „Isa“ Nowak (Lilli Hollunder) kommt in der 18. Staffel als Nachfolgerin von Daisy nach deren Tod. Nachdem ihre Stiefmutter an Krebs gestorben und ihr Vater auf Weltreise gegangen ist, hat sie ihre vorherige Heimatstadt Essen in Richtung Norden verlassen. Nach kurzer Zeit in Hamburg findet sie heraus, dass sie die leibliche Tochter von Dr. Jasmin Jonas ist.

### Revierleiter
Martin Berger
Polizeioberrat Martin Berger (Peer Jäger) ist der erste Revierleiter des PK21. Ein stattlicher Mann in den besten Jahren, der sein Team gut im Griff hat und seinen Leuten voll vertraut. Während der 7. Staffel erleidet er einen schlimmen Bandscheibenvorfall und muss stationär behandelt werden. Zu Beginn der 8. Staffel wird er in Abwesenheit befördert und erhält in seiner neuen Position als Polizeidirektor ein neues Büro außerhalb des PK21. Er wird daraufhin durch Polizeioberrat Wolf Haller ersetzt. Martin Berger ist verheiratet und hat eine Tochter namens Lena. Seine Frau Karin arbeitet beim Sozialdienst und spielt auch nach Martins Ausstieg weiterhin unregelmäßig in der Serie mit.
Wolf Haller
Polizeioberrat Wolf Haller (Hannes Hellmann) löst Martin Berger als Revierleiter ab. Im Vergleich zu Martin ist er jedoch eher trocken und nicht gerade die freundlichste Person. Er ist eher streng und legt beispielsweise keinen Wert darauf, seinen Geburtstag zu feiern.
In der Folge 129 (Staffel 6, Episode 7) Der letzte Vorhang hatte Hannes Hellmann bereits 2011 einen Gastauftritt. Er spielte in der Folge einen Regisseur.

### Wachhabender
Jörn Wollenberger
Jörn Wollenberger, genannt Wolle (Harald Maack), tritt lediglich in der ersten Episode Zeugnistag nicht auf. Doch seit der zweiten Episode ist er aus dem Revier einfach nicht wegzudenken. Er ist die gute Seele des PK21 und kümmert sich hauptberuflich um den Funk, aber auch um andere Kleinigkeiten. Zudem muss er, seitdem Emma Jung dabei ist, und auch große Schwester wurde, als „Onkel Wolle“ auch mal babysitten, wenn Franzi ihre Kinder mit aufs Revier bringen musste. Geheimnisse sind bei Wolle allerdings nicht gut aufgehoben. Seit Episode 390 ist er, wenn auch ohne Hinweis in der Sendung, Polizeihauptkommissar. In Folge 453 (Staffel 18) geht er schließlich in Pension.

### Elbkrankenhaus
Dr. Anna Jacobi
Dr. Anna Jacobi (Marie-Lou Sellem) ist die erste Stationsärztin im Elbkrankenhaus (EKH) und die Verlobte Nils Meermanns. Aus erster Ehe hat sie einen Sohn namens Ole. Am Tag vor ihrer Hochzeit mit Nils wird sie von einem Auto überfahren und stirbt später im Krankenhaus bei der OP.
Dr. Phillip Haase
Dr. Phillip Haase (Fabian Harloff) ist ein Notarzt der Serie. Er wird regelmäßig zu den Einsätzen gerufen und muss die Patienten ins EKH bringen. Die Polizisten sind in der Regel dann auch vor Ort. Er hat einen Halbbruder Arthur, der in der Episode Verfluchte Liebe auftritt und Musiker ist.
Dr. Jasmin Jonas
Dr. Jasmin Jonas (Gerit Kling) tritt bereits drei Folgen vor Dr. Jacobis Tod ihren Dienst an. Nach deren Tod wird sie die leitende Aufnahmeärztin. Sie ist Martin Bergers Nichte und lebt alleine. In der 18. Staffel trifft sie mit Isabell Nowak ihre leibliche Tochter wieder, die sie nach der Geburt zur Adoption freigegeben hat.
Frauke Prinz
Frauke Prinz (Manuela Wisbeck) ist die Schwester am Empfang und pflegerische Leiterin der Notaufnahme und taucht erstmals in Folge 84 auf. Ihre gute und offene Seele bringt oft mit nur kleinen Dingen Dr. Jonas zu cleveren Geistesblitzen.
Dr. John Schmidt
Dr. John Schmidt (Joel Williams) ist von der 14. bis zur 16. Staffel ein weiterer Notarzt. Seine Aufgaben sind identisch mit denen von Dr. Phillip Haase.
Dr. Eva Grünberg
Dr. Eva Grünberg (Laura Berlin) ist ab der 13. Staffel dabei. Als sie Mattes kennen lernt, verlieben sich die beiden und werden ein Paar. Sie bekommt ein Angebot für eine Weiterbildung in Boston (USA) und da sie dies zunächst annimmt, muss sie die Beziehung mit Mattes unterbrechen, taucht aber ein halbes Jahr später wieder bei Mattes in Hamburg auf. Am Ende der 15. Staffel nimmt sie ein Angebot aus Berlin an und verlässt sowohl Hamburg als auch Mattes endgültig.
Dr. Lazar Sharif
Dr. Lazar Sharif (Atheer Adel) kommt in der 16. Staffel für Eva Grünberg. Kurz nach seinem Start im EKH erliegt seine Frau den Folgen eines Autounfalls und seine Tochter und er müssen eine schwierige Phase überstehen. Mit Dr. Jasmin Jonas versteht er sich gut und sie unterstützen sich gegenseitig.

## Besetzung

### Aktuell
| Schauspieler                    | Rollenname                      | Rolle | Episoden                        | Staffeln                        | Zeitraum                        |
| 0Polizeikommissariat 21 (PK 21) | 0Polizeikommissariat 21 (PK 21) | 0Polizeikommissariat 21 (PK 21) | 0Polizeikommissariat 21 (PK 21) | 0Polizeikommissariat 21 (PK 21) | 0Polizeikommissariat 21 (PK 21) |
| ------------------------------- | ------------------------------- | --- | ------------------------------- | ------------------------------- | ------------------------------- |
| Sanna Englund                   | Melanie Hansen                  | Erste Polizeihauptkommissarin (Dienstgruppenleiterin) (früher: Polizeihauptkommissarin bzw. Polizeioberkommissarin) Ex-Freundin von Mattes Seeler, Ex-Lebensgefährtin von Christoph Holsten, Ex-Affäre von Dr. Helen Anneza       | 1–                              | 1–                              | 2007–                           |
| Rhea Harder-Vennewald           | Franziska „Franzi“ Jung         | Polizeikommissarin (früher: Polizeimeisterin bzw. Polizeiobermeisterin bzw. Polizeihauptmeisterin) Ex-Lebensgefährtin von Malte Ohlsen, Ex-Ehefrau von Dr. Philipp Rost Pause in einigen Episoden in Form von Mutterschaftsurlaub | 1–                              | 1–                              | 2007–                           |
| Matthias Schloo                 | Mattes Seeler                   | Polizeihauptkommissar (früher: Polizeikommissaranwärter bzw. Polizeikommissar bzw. Polizeioberkommissar) Ex Freund von Melanie Hansen, Ex-Lebensgefährte von Dr. Eva Grünberg                                                     | 79–                             | 4–                              | 2009–                           |
| Marc Barthel                    | Kristian „Kris“ Freiberg        | Polizeiobermeister (früher: Polizeimeister) | 329–                            | 14–                             | 2019–                           |
| Raúl Richter                    | Nick Brandt                     | Polizeiobermeister | 379–                            | 16–                             | 2021–                           |
| Lilli Hollunder                 | Isabell „Isa“ Nowak             | Polizeihauptkommissarin leibliche Tochter von Dr. Jasmin Jonas | 454–                            | 18–                             | 2024–                           |
| Zejhun Demirov                  | Malik Hakim                     | Polizeiobermeister | 479–                            | 19–                             | 2025–                           |
| 0 LKA Hamburg                   |                                 | |                                 |                                 |                                 |
| Michael Ehnert                  | Gerald Renner                   | Kriminalhauptkommissar ehemaliger Streifenpartner von Claudia Fischer | 182– (wiederkehrend)            | 8–                              | 2013–                           |
| 0Elbkrankenhaus (EKH)           |                                 | |                                 |                                 |                                 |
| Fabian Harloff                  | Dr. Philipp Haase               | Notarzt (früher: Assistenzarzt) | 1–                              | 1–                              | 2007–                           |
| Gerit Kling                     | Dr. Jasmin Jonas                | Leitende Oberärztin der Notaufnahme leibliche Mutter von Polizeihauptkommissarin Isabell Nowak | 29–                             | 2–                              | 2007–                           |
| Manuela Wisbeck                 | Frauke Prinz                    | Krankenschwester und pflegerische Leiterin der Notaufnahme | 84–                             | 4–                              | 2009–                           |
| Gabriel Muñoz Muñoz             | Dr. Antonio Aguilar             | Notarzt | 196– (wiederkehrend)            | 9–                              | 2014–                           |
| Hardy Krüger jr.                | Dr. David Lindberg              | Ärztlicher Direktor des Elbkrankenhauses | 218, 237– (wiederkehrend)       | 10–                             | 2015, 2016–                     |
| Atheer Adel                     | Dr. Lazar Sharif                | Oberarzt in der Notaufnahme | 394–                            | 16–                             | 2022–                           |
| Riccardo Simonetti              | Dr. Donald Rösler               | Notarzt | 414–                            | 17–                             | 2022–                           |
| 0 Andere                        |                                 | |                                 |                                 |                                 |
| Constantin von Jascheroff       | Lars Hansen                     | Lehrer kleiner Bruder von Melanie Hansen | 24– (wiederkehrend)             | 2–                              | 2007–                           |
| Anne Kasprik                    | Karin Berger                    | Mitarbeiterin des Sozialdienstes, vom Gericht bestellte Betreuerin Ehefrau von Martin Berger | 19– (wiederkehrend)             | 1–                              | 2007–                           |

### Ehemalig
| Schauspieler                                        | Rollenname                      | Rolle                                                                                          | Episoden                        | Staffeln                        | Zeitraum                        | Ausstiegsgrund                                                                        |
| 0Polizeikommissariat 21 (PK 21)                     | 0Polizeikommissariat 21 (PK 21) | 0Polizeikommissariat 21 (PK 21)                                                                | 0Polizeikommissariat 21 (PK 21) | 0Polizeikommissariat 21 (PK 21) | 0Polizeikommissariat 21 (PK 21) | 0Polizeikommissariat 21 (PK 21)                                                       |
| --------------------------------------------------- | ------------------------------- | ---------------------------------------------------------------------------------------------- | ------------------------------- | ------------------------------- | ------------------------------- | ------------------------------------------------------------------------------------- |
| Thomas Scharff                                      | Nils Meermann                   | Polizeihauptkommissar (Dienstgruppenleiter) Lebensgefährte von Dr. Anna Jacobi                 | 1–47                            | 1–2                             | 2007–2008                       | wechselt ins Rheinland                                                                |
| Frank Vockroth                                      | Bernd „Boje“ Thomforde          | Polizeioberkommissar Lebensgefährte von Elke Kuhlmann                                          | 1–59                            | 1–3                             | 2007–2009                       | geht ins Zeugenschutzprogramm                                                         |
| Simon Böer                                          | Dr. Philipp Rost, gesch. Jung   | Polizeipsychologe Ex-Ehemann von Franziska Jung nur sporadische Auftritte                      | 42–177, 235–254, 450–451        | 2–7, 10–11, 18                  | 2008–2013, 2016, 2024           | Trennung von Franziska Jung; zieht mit seiner neuen Lebensgefährtin Nina nach München |
| Markus Knüfken                                      | Kai Norden                      | Polizeioberkommissar                                                                           | 48–78                           | 3–4                             | 2008–2009                       | begleitet seine Mutter auf Weltreise                                                  |
| Christian Tramitz                                   | Peter Leitl                     | Polizeihauptkommissar (Dienstgruppenleiter) aus München, über ein Austauschprogramm eingesetzt | 86–91                           | 4                               | 2010                            | Ende des Austauschprogramms                                                           |
| Wolke Hegenbarth                                    | Jule Schmitt                    | Polizeimeisterin Vertretung für Franziska Jung                                                 | 102–110                         | 5                               | 2010–2011                       | Ende der Vertretungszeit                                                              |
| Uwe Fellensiek                                      | Henning Storm                   | Polizeihauptkommissar (Dienstgruppenleiter) Pause in Episode 83–91                             | 60–110                          | 3–5                             | 2009–2011                       | wird strafversetzt                                                                    |
| Christoph M. Ohrt                                   | Mark Grüning                    | Polizeioberrat (stellvertretender Revierleiter) Vertretung für Martin Berger                   | 165–168                         | 7                               | 2012–2013                       | Ende der Vertretungszeit                                                              |
| Peer Jäger                                          | Martin Berger                   | Polizeioberrat (Revierleiter) Ehemann von Karin Berger Krankheitspause in den Episoden 165–168 | 1–183                           | 1–8                             | 2007–2013                       | wird befördert                                                                        |
| Janette Rauch                                       | Claudia Fischer                 | Polizeihauptmeisterin                                                                          | 115–302                         | 5–12                            | 2011–2018                       | eröffnet eine Werkstatt für Kinder mit ihrem Sohn                                     |
| Serhat Çokgezen                                     | Tarik Coban                     | Polizeimeister                                                                                 | 115–302                         | 5–12                            | 2011–2018                       | geht nach München                                                                     |
| Minh-Khai Phan-Thi                                  | Alexandra „Alexa“ Seifart       | Polizeioberkommissarin Vertretung für Franziska Jung                                           | 214–226, 256–258                | 9–11                            | 2015–2016                       | Ende der Vertretungszeit                                                              |
| Carolyn Genzkow                                     | Kim Dobers                      | Polizeikommissarin Vertretung für Franziska Jung                                               | 295–299                         | 12                              | 2018                            | Ende der Vertretungszeit                                                              |
| Bruno F. Apitz                                      | Hans Moor                       | Polizeihauptkommissar                                                                          | 111–367                         | 5–15                            | 2011–2021                       | geht mit seiner großen Liebe in den Zeugenschutz                                      |
| Lea Zoë Voss                                        | Maje Törf                       | Polizeikommissaranwärterin                                                                     | 368–371                         | 15                              | 2021                            | Ende der Praktikumszeit                                                               |
| Aybi Era                                            | Pinar „Pina“ Aslan              | Polizeikommissarin                                                                             | 329–406                         | 14–16                           | 2019–2022                       | wechselt zum LKA nach Wiesbaden                                                       |
| Aysha Joy Samuel                                    | Desirée „Daisy“ Petersen †      | Polizeimeisterin                                                                               | 407–447                         | 17–18                           | 2022–2024                       | stirbt an den Folgen einer Stichverletzung                                            |
| Harald Maack                                        | Jörn „Wolle“ Wollenberger       | Polizeihauptkommissar (Wachhabender) (früher: Polizeioberkommissar)                            | 2–453                           | 1–18                            | 2007–2024                       | geht in Pension                                                                       |
| Hannes Hellmann                                     | Wolf Haller                     | Polizeioberrat (Dienststellenleiter)                                                           | 184–478                         | 8–19                            | 2013–2025                       | geht in Pension                                                                       |
| 0Elbkrankenhaus (EKH)                               |                                 |                                                                                                |                                 |                                 |                                 |                                                                                       |
| André Willmund                                      | Malte Ohlsen                    | Rettungsassistent Ex-Lebensgefährte von Franziska Jung                                         | 1–28                            | 1–2                             | 2007                            | geht nach Afrika                                                                      |
| Marie-Lou Sellem                                    | Dr. Anna Jacobi †               | Assistenzärztin/Notärztin Lebensgefährtin von Nils Meermann                                    | 1–32                            | 1–2                             | 2007                            | stirbt an den Folgen eines Autounfalls                                                |
| Maike Bollow                                        | Dr. Juliane Dietrich            | Oberärztin                                                                                     | 1–47                            | 1–2                             | 2007–2008                       |                                                                                       |
| Balder Beyer                                        | Arne Lübbe                      | Rettungsassistent                                                                              | 33–47                           | 2                               | 2008                            |                                                                                       |
| Dennenesch Zoudé                                    | Dr. Helen Anneza                | Notärztin und Anästhesistin Affäre von Melanie Hansen                                          | 173–177                         | 7                               | 2013                            | Beziehungswunsch mit Melanie Hansen bleibt unerfüllt                                  |
| Laura Berlin                                        | Dr. Eva Grünberg                | Assistenzärztin in der Notaufnahme (früher: Notärztin) Ex-Lebensgefährtin von Mattes Seeler    | 310–376                         | 13–15                           | 2018–2021                       | Jobangebot in Berlin                                                                  |
| Joel Williams                                       | Dr. John Schmidt                | Notarzt                                                                                        | 333–404                         | 14–16                           | 2019–2022                       |                                                                                       |
| 0 Andere                                            |                                 |                                                                                                |                                 |                                 |                                 |                                                                                       |
| Marten Kemm                                         | Ole Jacobi                      | Sohn von Anna Jacobi, Stiefsohn von Nils Meermann                                              | 1–42                            | 1–2                             | 2007–2008                       | Rolle scheidet mit Nils Meermann aus                                                  |
| Dieter Montag                                       | Hubert Thomforde                | Vater von Boje Thomforde                                                                       | 1–34                            | 1–2                             | 2007–2008                       | Rolle scheidet mit Boje Thomforde mit aus                                             |
| Petra Kleinert                                      | Elke Kuhlmann                   | Lebensgefährtin von Boje Thomforde                                                             | 6–59                            | 1–3                             | 2007–2009                       | geht mit Boje Thomforde ins Zeugenschutzprogramm                                      |
| Thomas Koch                                         | Christoph Holsten               | Lebensgefährte von Melanie Hansen                                                              | 75–85                           | 4                               | 2009                            | Ende der Beziehung mit Melanie Hansen                                                 |
| Karl Dall                                           | Karl-Heinz Rufenberg            | Vater von Franziska Jung                                                                       | 161–204                         | 7–9                             | 2012–2014                       |                                                                                       |
| Franziska Schlattner (Episode 139) Gesine Cukrowski | Ines Hauber                     | Lebensgefährtin von Hans Moor                                                                  | 139–367                         | 6–15                            | 2012–2021                       | geht mit Hans Moor ins Zeugenschutzprogramm                                           |
| Saron Degineh                                       | Kira Sharif                     | Tochter von Dr. Lazar Sharif                                                                   | 395–429                         | 16–17                           | 2022–2023                       |                                                                                       |
| Caprice Crawford                                    | Rose Petersen                   | Mutter von Daisy Petersen, betreibt den Friseursalon Rose Beauty                               | 445–448                         | 18                              | 2023–2024                       |                                                                                       |

### Rolleneinteilung nach Staffeln
| Staffel                          | 1               | 2               | 3               | 4               | 5               | 6               | 7               | 8               | 9               | 10             | 11             | 12             | 13             | 14             | 15             | 16             | 17             | 18             |
| -------------------------------- | --------------- | --------------- | --------------- | --------------- | --------------- | --------------- | --------------- | --------------- | --------------- | -------------- | -------------- | -------------- | -------------- | -------------- | -------------- | -------------- | -------------- | -------------- |
| Peter 21/1 bzw. Peter 21/10      |                 |                 |                 |                 |                 |                 |                 |                 |                 |                |                |                |                |                |                |                |                |                |
| Melanie Hansen                   |                 |                 |                 |                 |                 |                 |                 |                 |                 |                |                |                |                |                |                |                |                |                |
| Nils Meermann                    |                 |                 |                 |                 |                 |                 |                 |                 |                 |                |                |                |                |                |                |                |                |                |
| Kai Norden                       |                 |                 |                 |                 |                 |                 |                 |                 |                 |                |                |                |                |                |                |                |                |                |
| Mattes Seeler                    |                 |                 |                 |                 |                 |                 |                 |                 |                 |                |                |                |                |                |                |                |                |                |
| Peter 21/2                       |                 |                 |                 |                 |                 |                 |                 |                 |                 |                |                |                |                |                |                |                |                |                |
| Franziska Jung                   |                 |                 |                 |                 |                 |                 |                 |                 |                 |                |                |                |                |                |                |                |                |                |
| Bernd Thomforde                  |                 |                 |                 |                 |                 |                 |                 |                 |                 |                |                |                |                |                |                |                |                |                |
| Henning Storm                    |                 |                 |                 |                 |                 |                 |                 |                 |                 |                |                |                |                |                |                |                |                |                |
| Peter Leitl                      |                 |                 |                 |                 |                 |                 |                 |                 |                 |                |                |                |                |                |                |                |                |                |
| Jule Schmitt                     |                 |                 |                 |                 |                 |                 |                 |                 |                 |                |                |                |                |                |                |                |                |                |
| Hans Moor                        |                 |                 |                 |                 |                 |                 |                 |                 |                 |                |                |                |                |                |                |                |                |                |
| Alexandra Seifart                |                 |                 |                 |                 |                 |                 |                 |                 |                 |                |                |                |                |                |                |                |                |                |
| Kim Dobers                       |                 |                 |                 |                 |                 |                 |                 |                 |                 |                |                |                |                |                |                |                |                |                |
| Maje Törf                        |                 |                 |                 |                 |                 |                 |                 |                 |                 |                |                |                |                |                |                |                |                |                |
| Nick Brandt                      |                 |                 |                 |                 |                 |                 |                 |                 |                 |                |                |                |                |                |                |                |                |                |
| Peter 21/3                       |                 |                 |                 |                 |                 |                 |                 |                 |                 |                |                |                |                |                |                |                |                |                |
| Claudia Fischer                  |                 |                 |                 |                 |                 |                 |                 |                 |                 |                |                |                |                |                |                |                |                |                |
| Tarik Coban                      |                 |                 |                 |                 |                 |                 |                 |                 |                 |                |                |                |                |                |                |                |                |                |
| Kristian Freiberg                |                 |                 |                 |                 |                 |                 |                 |                 |                 |                |                |                |                |                |                |                |                |                |
| Pinar Aslan                      |                 |                 |                 |                 |                 |                 |                 |                 |                 |                |                |                |                |                |                |                |                |                |
| Desirée Petersen †               |                 |                 |                 |                 |                 |                 |                 |                 |                 |                |                |                |                |                |                |                |                |                |
| Isabell Nowak                    |                 |                 |                 |                 |                 |                 |                 |                 |                 |                |                |                |                |                |                |                |                |                |
| Wachhabender                     |                 |                 |                 |                 |                 |                 |                 |                 |                 |                |                |                |                |                |                |                |                |                |
| Jörn Wollenberger                |                 |                 |                 |                 |                 |                 |                 |                 |                 |                |                |                |                |                |                |                |                |                |
| Revierleiter/Dienststellenleiter |                 |                 |                 |                 |                 |                 |                 |                 |                 |                |                |                |                |                |                |                |                |                |
| Martin Berger                    |                 |                 |                 |                 |                 |                 |                 |                 |                 |                |                |                |                |                |                |                |                |                |
| Mark Grüning                     |                 |                 |                 |                 |                 |                 |                 |                 |                 |                |                |                |                |                |                |                |                |                |
| Wolf Haller                      |                 |                 |                 |                 |                 |                 |                 |                 |                 |                |                |                |                |                |                |                |                |                |
| Notarzt                          |                 |                 |                 |                 |                 |                 |                 |                 |                 |                |                |                |                |                |                |                |                |                |
| Dr. Philipp Haase                |                 |                 |                 |                 |                 |                 |                 |                 |                 |                |                |                |                |                |                |                |                |                |
| Dr. Helen Anneza                 |                 |                 |                 |                 |                 |                 |                 |                 |                 |                |                |                |                |                |                |                |                |                |
| Dr. Antonio Aguilar              |                 |                 |                 |                 |                 |                 |                 |                 |                 |                |                |                |                |                |                |                |                |                |
| Dr. Eva Grünberg                 |                 |                 |                 |                 |                 |                 |                 |                 |                 |                |                |                |                |                |                |                |                |                |
| Dr. John Schmidt                 |                 |                 |                 |                 |                 |                 |                 |                 |                 |                |                |                |                |                |                |                |                |                |
| Rettungsassistent                |                 |                 |                 |                 |                 |                 |                 |                 |                 |                |                |                |                |                |                |                |                |                |
| Malte Ohlsen                     |                 |                 |                 |                 |                 |                 |                 |                 |                 |                |                |                |                |                |                |                |                |                |
| Arne Lübbe                       |                 |                 |                 |                 |                 |                 |                 |                 |                 |                |                |                |                |                |                |                |                |                |
| Arzt in der Notaufnahme im EKH   |                 |                 |                 |                 |                 |                 |                 |                 |                 |                |                |                |                |                |                |                |                |                |
| Dr. Anna Jacobi †                |                 |                 |                 |                 |                 |                 |                 |                 |                 |                |                |                |                |                |                |                |                |                |
| Dr. Juliane Dietrich             |                 |                 |                 |                 |                 |                 |                 |                 |                 |                |                |                |                |                |                |                |                |                |
| Dr. Jasmin Jonas                 |                 |                 |                 |                 |                 |                 |                 |                 |                 |                |                |                |                |                |                |                |                |                |
| Dr. Eva Grünberg                 |                 |                 |                 |                 |                 |                 |                 |                 |                 |                |                |                |                |                |                |                |                |                |
| Dr. Lazar Sharif                 |                 |                 |                 |                 |                 |                 |                 |                 |                 |                |                |                |                |                |                |                |                |                |
| Krankenschwester im EKH          |                 |                 |                 |                 |                 |                 |                 |                 |                 |                |                |                |                |                |                |                |                |                |
| Frauke Prinz                     |                 |                 |                 |                 |                 |                 |                 |                 |                 |                |                |                |                |                |                |                |                |                |
| Ärztlicher Direktor im EKH       |                 |                 |                 |                 |                 |                 |                 |                 |                 |                |                |                |                |                |                |                |                |                |
| Dr. David Lindberg               |                 |                 |                 |                 |                 |                 |                 |                 |                 |                |                |                |                |                |                |                |                |                |
| Legende (Farbbedeutung)          | Hauptdarsteller | Hauptdarsteller | Hauptdarsteller | Hauptdarsteller | Hauptdarsteller | Hauptdarsteller | Hauptdarsteller | Hauptdarsteller | Hauptdarsteller | Gastdarsteller | Gastdarsteller | Gastdarsteller | Gastdarsteller | Gastdarsteller | Gastdarsteller | Gastdarsteller | Gastdarsteller | Gastdarsteller |

## Gastdarsteller
Unter anderem hatten folgende deutsche Prominente einen Gastauftritt bei Notruf Hafenkante:
- Martin Baudrexel
- Jochen Busse
- Karl Dall
- Dennis Diekmeier
- Jürgen Drews
- Jenny Elvers
- Jorge González
- Simon Gosejohann
- Dieter Thomas Heck
- Anna Hofbauer
- Joyce Ilg
- Werner Jantosch
- Lotto King Karl
- Kolja Kleeberg
- Matze Knop
- Désirée Nick
- Barbara Meier
- Ralf Martin Meyer
- Panagiota Petridou
- Konny Reimann
- Barbara Schöneberger
- Lilo Wanders

## DVD
- Seit dem 18. Januar 2008 gibt es die 1. DVD-Box mit den Episoden 1 bis 13.
- Seit dem 22. August 2008 gibt es die 2. DVD-Box mit den Episoden 14 bis 26.
- Seit dem 30. Januar 2009 gibt es die 3. DVD-Box mit den Episoden 27 bis 39.
- Seit dem 19. Februar 2010 gibt es die 4. DVD-Box mit den Episoden 40 bis 52.
- Seit dem 11. Februar 2011 gibt es die 5. DVD-Box mit den Episoden 53 bis 65.
- Seit dem 19. August 2011 gibt es die 6. DVD-Box mit den Episoden 66 bis 78.
- Seit dem 27. Januar 2012 gibt es die 7. DVD-Box mit den Episoden 79 bis 91.
- Seit dem 25. Januar 2013 gibt es die 8. DVD-Box mit den Episoden 92 bis 104.
- Seit dem 21. Februar 2014 gibt es die 9. DVD-Box mit den Episoden 105 bis 117.
- Seit dem 10. April 2015 gibt es die 10. DVD-Box mit den Episoden 118 bis 130.
- Seit dem 16. Oktober 2015 gibt es die 11. DVD-Box mit den Episoden 131 bis 143.
- Seit dem 4. März 2016 gibt es die 12. DVD-Box mit den Episoden 144 bis 156.
- Seit dem 7. Oktober 2016 gibt es die 13. DVD-Box mit den Episoden 157 bis 169.
- Seit dem 3. März 2017 gibt es die 14. DVD-Box mit den Episoden 170 bis 182.
- Seit dem 17. November 2017 gibt es die 15. DVD-Box mit den Episoden 183 bis 195.
- Seit dem 9. März 2018 gibt es die 16. DVD-Box mit den Episoden 196 bis 208.
- Seit dem 30. November 2018 gibt es die 17. DVD-Box mit den Episoden 209 bis 221.
- Seit dem 8. März 2019 gibt es die 18. DVD-Box mit den Episoden 222 bis 234.
- Seit dem 11. Oktober 2019 gibt es die 19. DVD-Box mit den Episoden 235 bis 247.
- Seit dem 6. März 2020 gibt es die 20. DVD-Box mit den Episoden 248 bis 260.
- Seit dem 9. Juli 2021 gibt es die 21. DVD-Box mit den Episoden 261 bis 273.
- Seit dem 1. Oktober 2021 gibt es die 22. DVD-Box mit den Episoden 274 bis 286.
- Seit dem 14. Januar 2022 gibt es die 23. DVD-Box mit den Episoden 287 bis 299.
- Seit dem 13. Mai 2022 gibt es die 24. DVD-Box mit den Episoden 300 bis 312.
- Seit dem 30. September 2022 gibt es die 25. DVD-Box mit den Episoden 313 bis 325.
- Seit dem 13. Januar 2023 gibt es die 26. DVD-Box mit den Episoden 326 bis 338.
- Seit dem 5. Mai 2023 gibt es die 27. DVD-Box mit den Episoden 339 bis 351.
- Seit dem 1. September 2023 gibt es die 28. DVD-Box mit den Episoden 352 bis 364.
- Seit dem 2. Februar 2024 gibt es die 29. DVD-Box mit den Episoden 365 bis 377.
- Seit dem 3. Mai 2024 gibt es die 30. DVD-Box mit den Episoden 378 bis 391.
- Seit dem 6. September 2024 gibt es die 31. DVD-Box mit den Episoden 392 bis 403.
- Seit dem 7. Februar 2025 gibt es die 32. DVD-Box mit den Episoden 404 bis 416.
- Seit dem 9. Mai 2025 gibt es die 33. DVD-Box mit den Episoden 417 bis 429.
- Ab dem 19. September 2025 gibt es die 34. DVD-Box mit den Episoden 430 bis 442.

## Einschaltquoten
Zur ersten Staffel schalteten durchschnittlich 13,2 % aller über Dreijährigen ein. Zu Beginn der zweiten Staffel lag der Anteil der Zuschauer ab drei Jahren bei 12–13 %, jedoch erreichte sie im März 2008 mit 15,4 % Marktanteil beim Gesamtpublikum einen damaligen Rekord. Die darauffolgende dritte Staffel erreichte einen Marktanteil von 14,3 %, die vierte Staffel einen identischen Prozentsatz. Zu Beginn der fünften Staffel erreichte die Serie eine Quote von 17,2 %.

## Trivia
- Im Januar 2010 erschien ein 104-seitiges Taschenbuch über die Fernsehserie mit dem Titel „Einsätze an Hamburgs Hafenkante“. Kurzinhalt: Vorstellung aller Darsteller von 2006 bis 2010, prominente Gastdarsteller, Beschreibung der Drehorte, Suchrätsel mit Begriffen der TV-Serie, Auflistung aller bisher gesendeten Folgen, Fotovisite bei Notruf Hafenkante, Angaben über Regisseure, Drehbuchautoren, Komparsen etc.
- Im Juli 2015 ist über die Fernsehserie ein weiteres Buch mit dem Titel „Das Team vom PK 21 und EKH“ erschienen. Der Autor stellt die Hauptdarsteller von 2006 bis 2015 vor, macht auf Filmfehler aufmerksam, gibt Hintergrundinformationen über die Drehorte und listet in diesem Nachschlagewerk alle bisher ausgestrahlten Folgen auf. Unter anderem enthalten sind Fotos vom Set sowie Angaben über Regisseure, Drehbuchautoren, Komparsen und prominente Gastdarsteller. Zudem ist im August 2015 ein Buch mit dem Titel „Das Team vom PK 21 und EKH II“ erschienen.
- Seit März 2021 gibt es ein Buch mit dem Titel PK21 und EKH: Einsätze an der Hafenkante mit dem Untertitel Hintergrundberichte über die TV-Serie „Notruf Hafenkante“. In der aktualisierten Fassung aller vorherigen Bücher stellt der Autor die Hauptdarsteller von 2006 bis 2021 vor, gibt Hintergrundinformationen über die Drehorte, listet alle bisher ausgestrahlten Folgen und Mitwirkenden auf und geht auf Dreharbeiten unter „Corona-Bedingungen“ ein. Unter anderem enthalten sind Fotos vom Set sowie Angaben über Regisseure, Drehbuchautoren, Komparsen und prominente Gastdarsteller.
- Seit Januar 2023 gibt es zur Serie den von Fans gestalteten Podcast PK 21 hört?. Paula, Sabrina & Tabea besprechen hier die aktuellen Folgen der Serie.[13]